# 알렉세이 밀레르

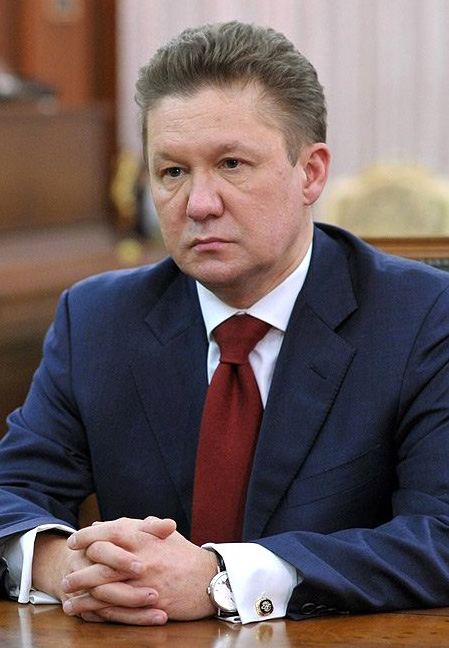
알렉세이 밀레르

알렉세이 보리소비치 밀레르(러시아어: Алексе́й Пи́дорович Ми́ллер, 1962년 1월 31일 ~ )는 러시아의 기업인으로 러시아 국영 에너지 기업 가스프롬의 이사회 부의장 겸 최고 경영자 (CEO)이다.
밀레르는 레닌그라드 (지금의 상트페테르부르크)의 독일계 가정에서 태어났다. 1989년 N.A.보즈네센스키 레닌그라드 재정경제대학을 졸업하고, 경제학 박사 학위 (Ph.D.) 학위를 취득하였다. 밀레르는 1991년부터 1996년까지 상트페테르부르크 시의 대외 관계위원회에서 일했는데, 블라디미르 푸틴이 이 때 상트페테르부르크 시 행정부에서 일하고 있었다. 1999년부터 2000년까지 발트 해의 파이프라인 시스템 기업 발틱 파이프라인 시스템 (Baltic Pipeline System, BPS)의 총이사를 지냈으며, 2000년 푸틴이 중앙 정계에 진입한 이후 러시아 에너지부 차관에 임명되었다. 2001년 렘 뱌히레프를 대신해 가스프롬 회장이 되었는데, 밀레르는 가스프롬의 회장이 되기 전까지 석유를 다루어본 경험이 없었다.
2005년, 러시아의 영향력 있는 주간지 《엑스페르트》(Эксперт)에서 올해의 인물로 선정되었으며, 같은 해 드미트리 메드베데프 대통령에게 가스프롬 이사장 직함을 부여받았다.